# Šumlatová
Šumlatová je přírodní památka jižně od obce Nedašov v okrese Zlín. Oblast spravuje AOPK ČR Správa CHKO Bílé Karpaty. Důvodem ochrany je luční enkláva s hojným výskytem vstavačovitých.

## Fotogalerie

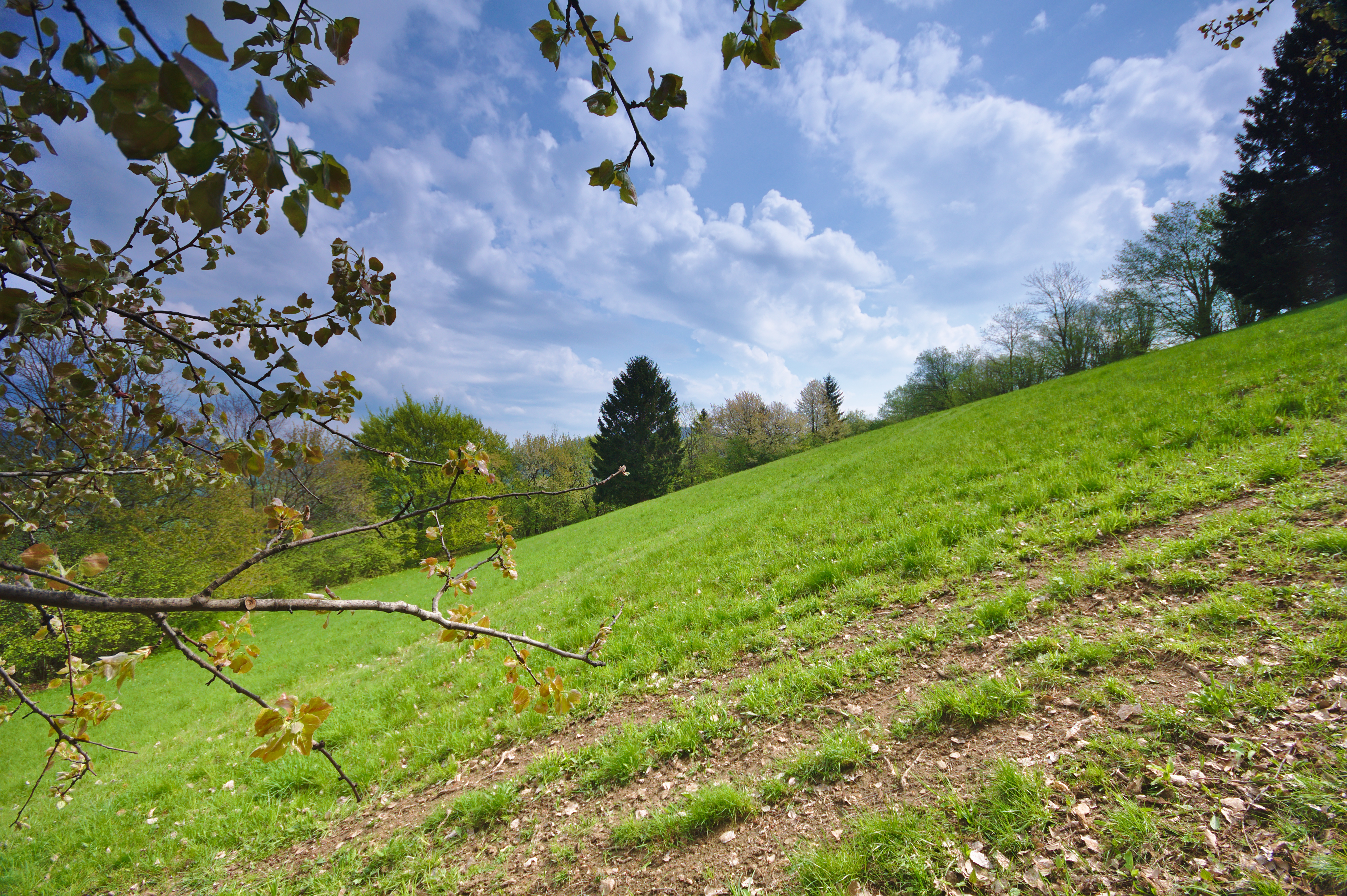
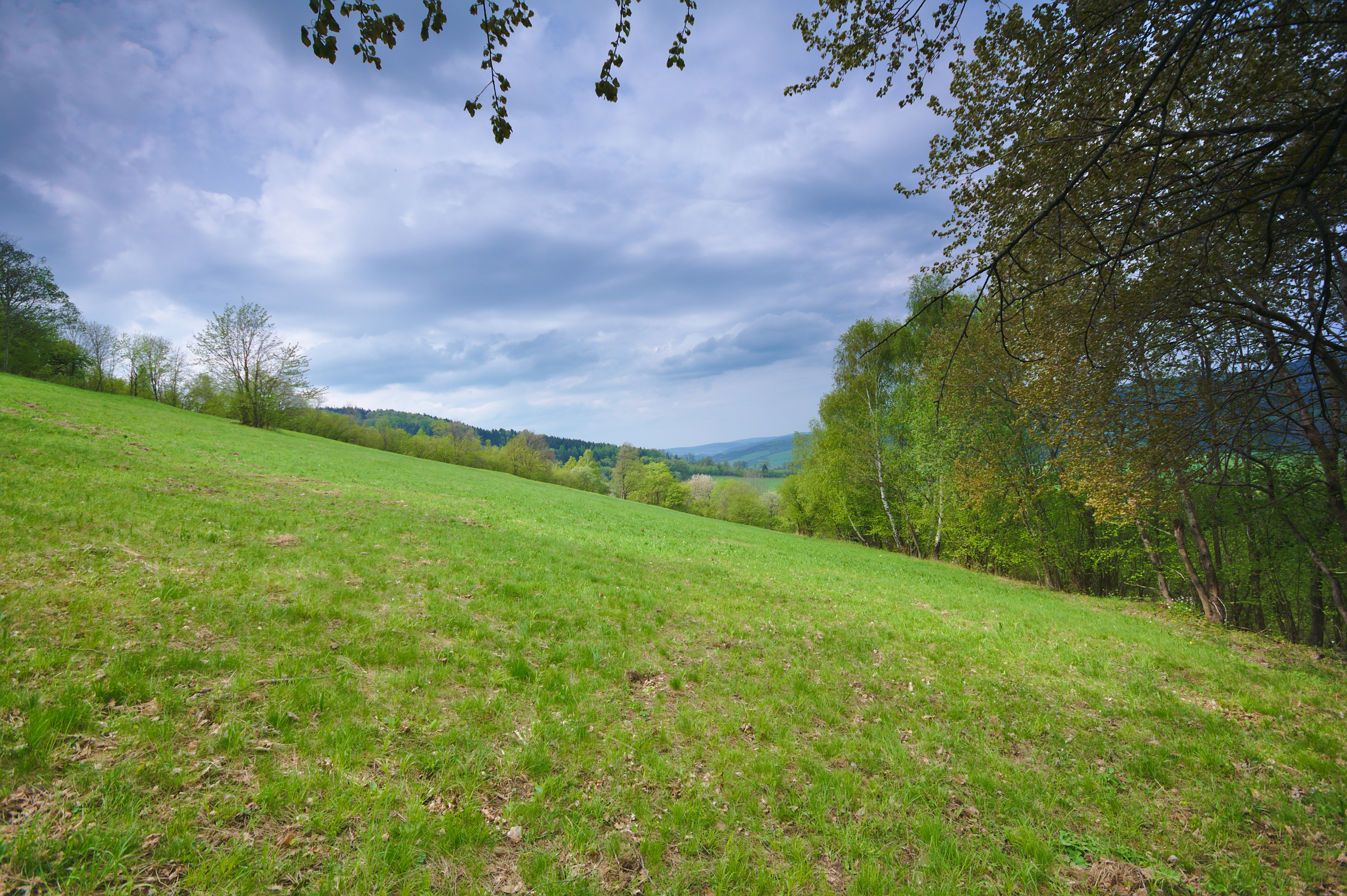
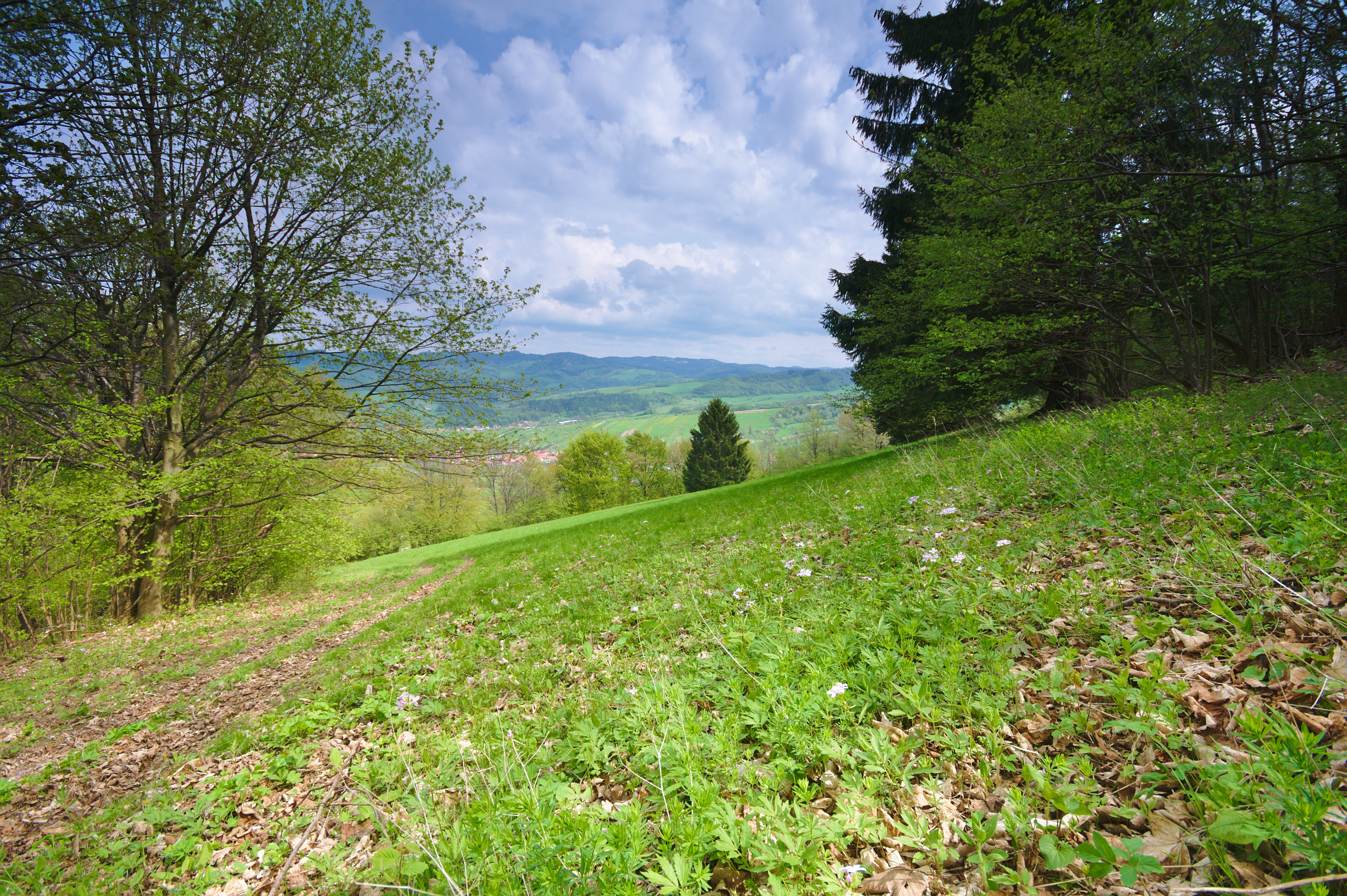
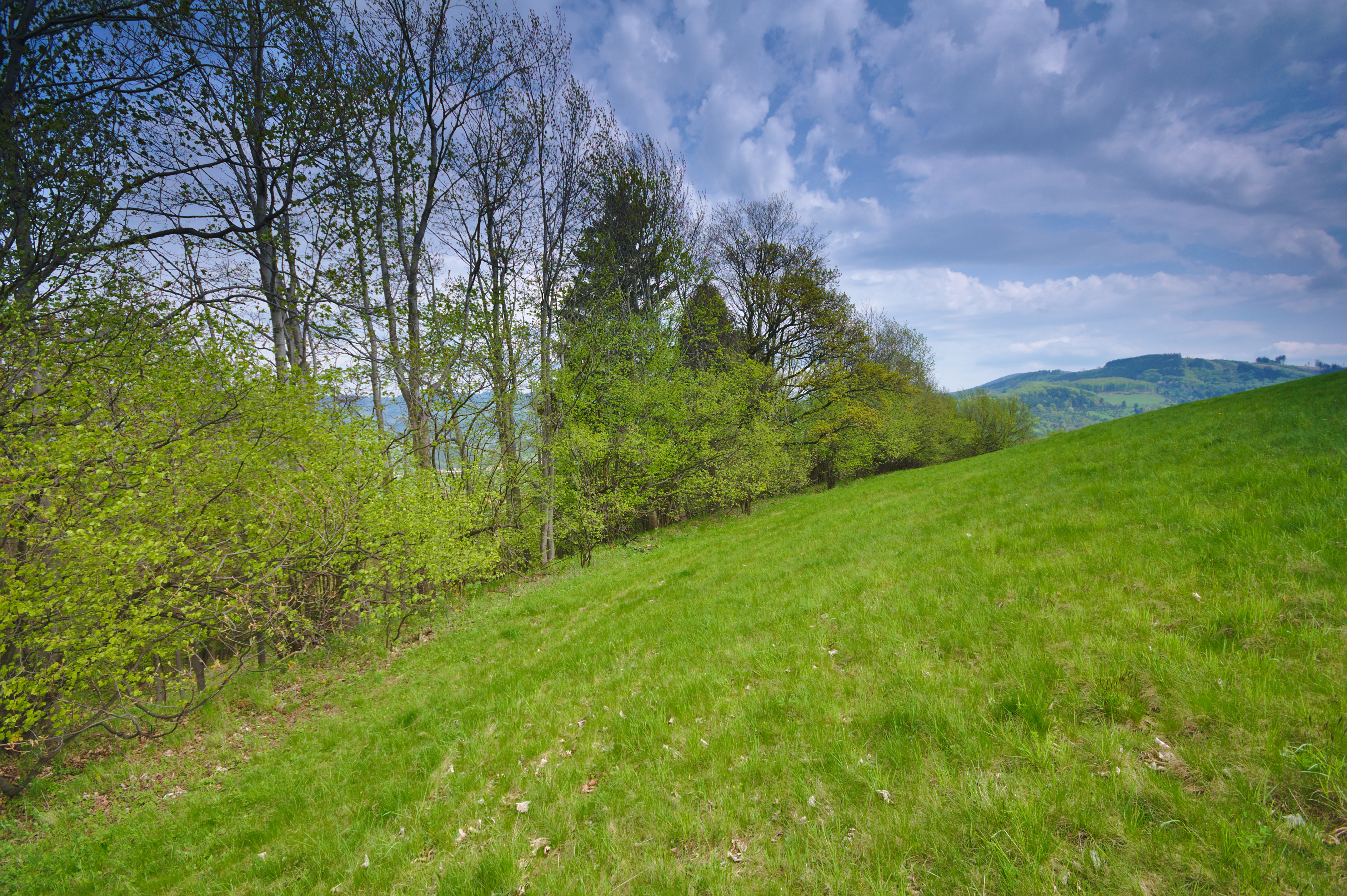
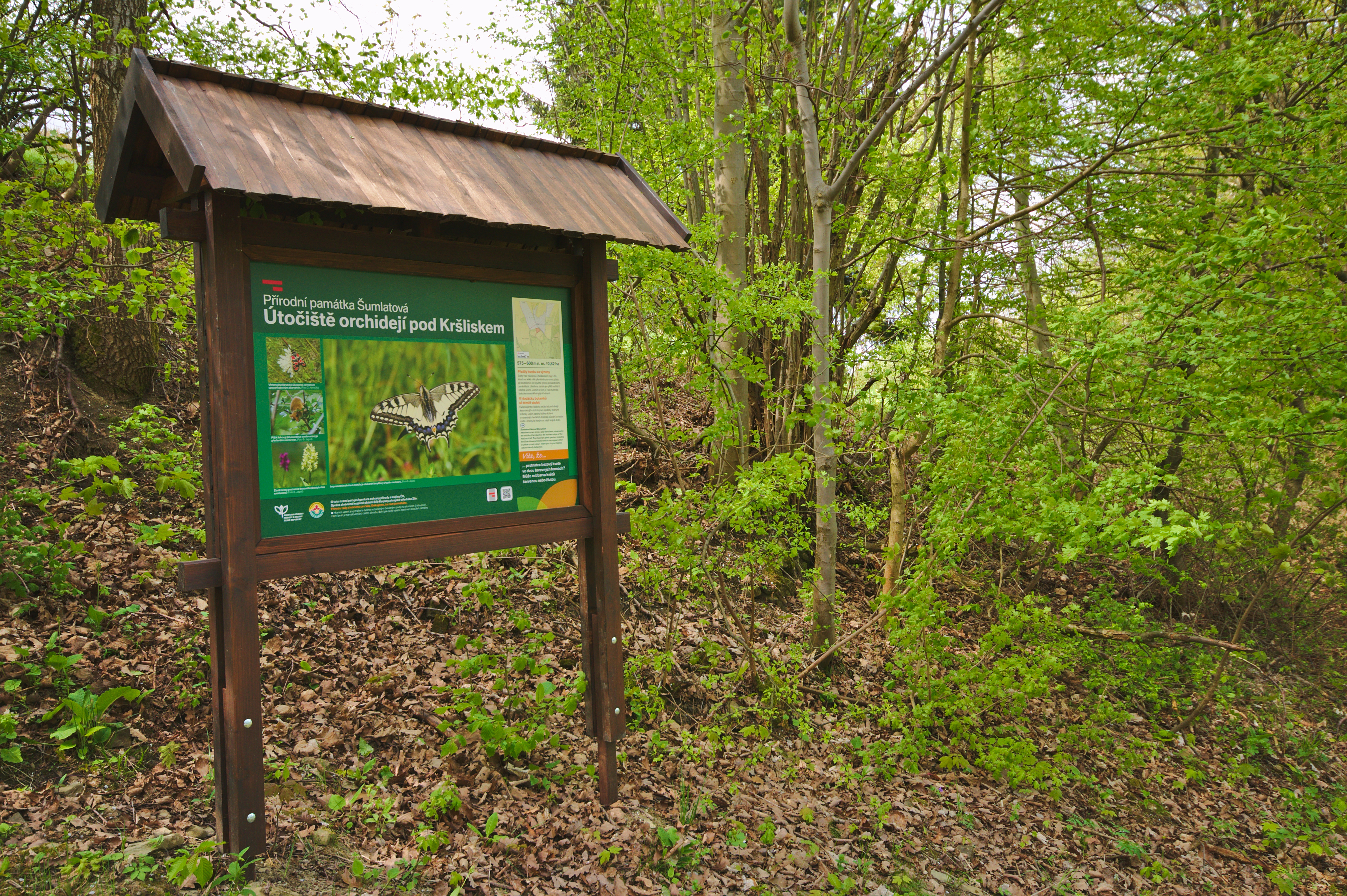
Informační tabule u cesty
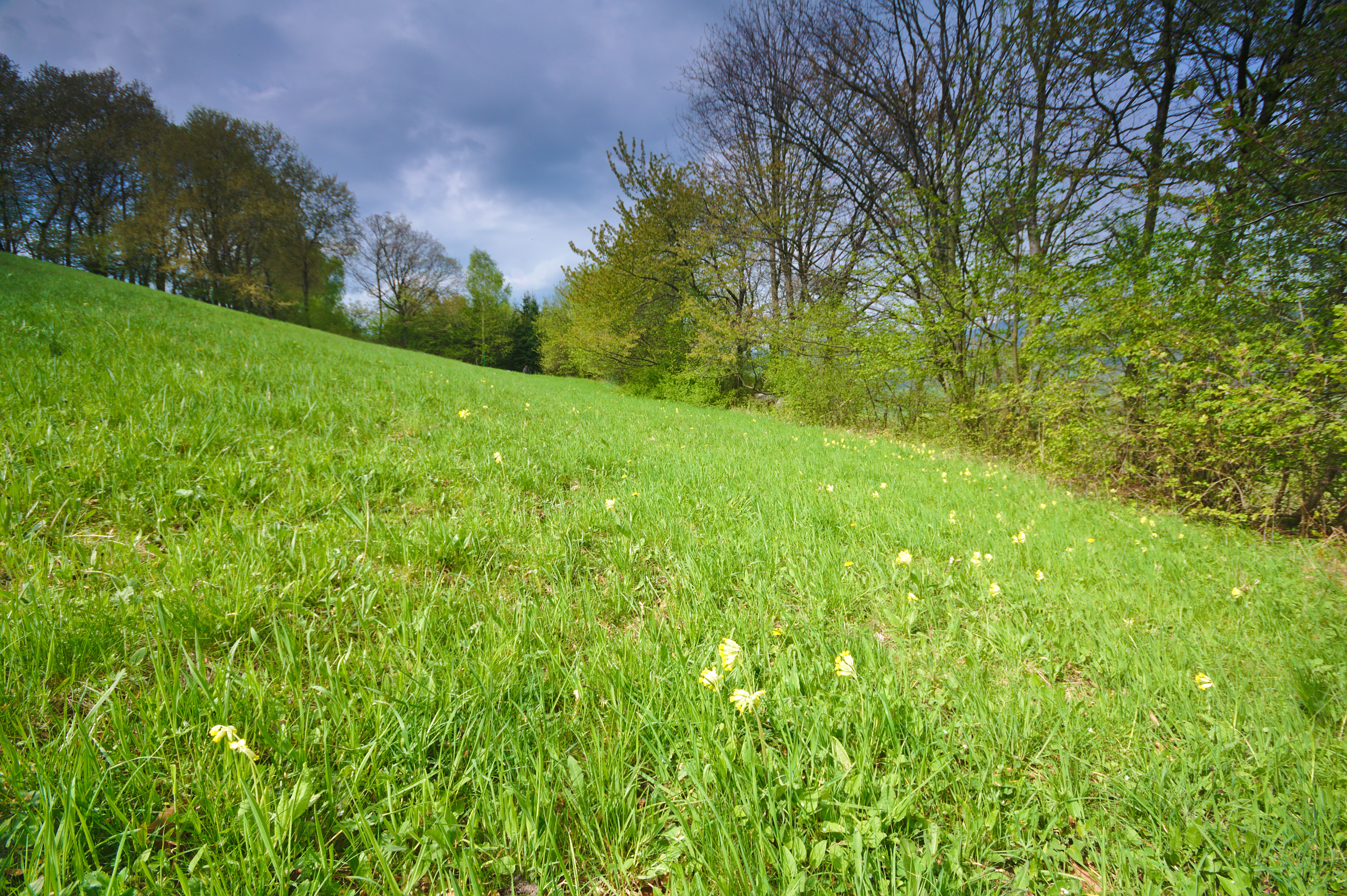
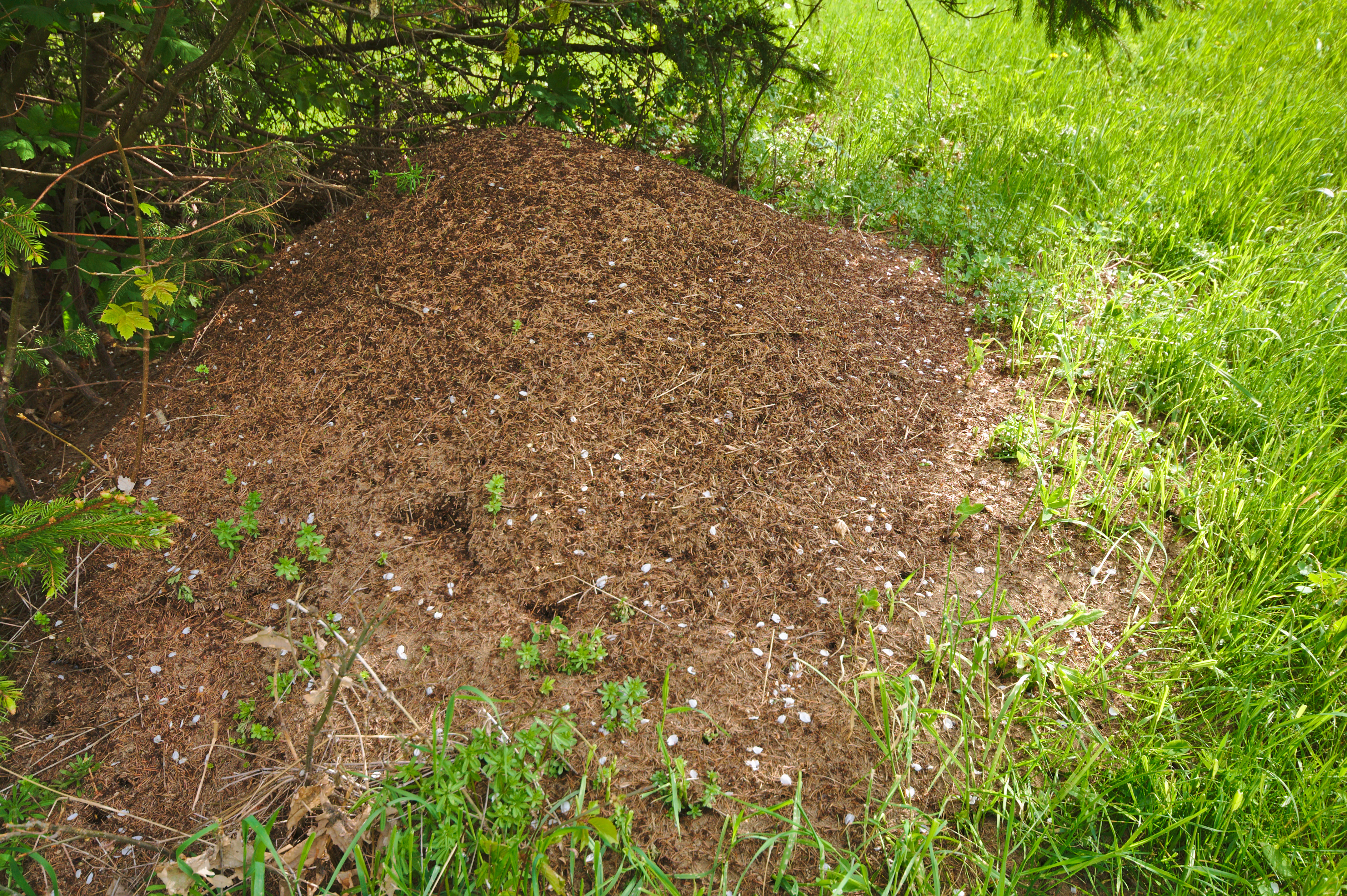
Mraveniště